# Hans Erni
Hans Erni (født 21. februar 1909 i Luzern, død 21. marts 2015) var en schweizisk maler, designer og billedhugger. Han var især kendt for at illustrere frimærker, aktivisme, litografier for det schweiziske Røde Kors og deltagelse i den Internationale Olympiske Komité. Hans-Erni-huset i Luzerns Schweiziske Transportmuseum indeholder en stor samling af kunst.